# 샌드위치 (켄트주)

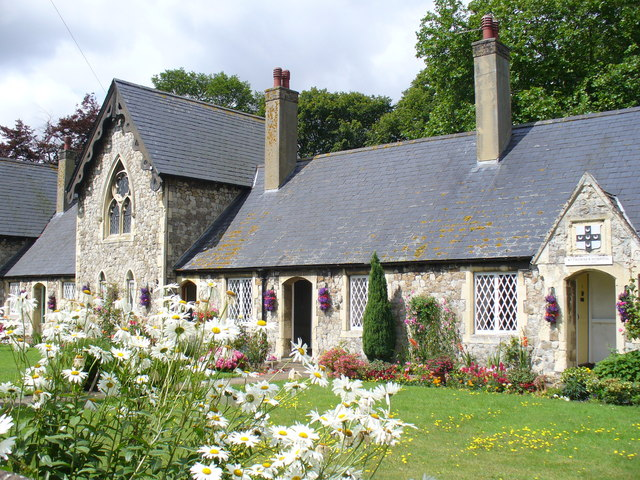
14세기에 지어진 샌드위치 세인트토머스 병원

샌드위치(영어: Sandwich)는 잉글랜드 켄트주에 위치한 도시로 인구는 4,989명(2011년 기준)이다.